# Friedrich Brüne
Friedrich Brüne (* 23. Oktober 1878 in Usseln, Kr. Waldeck; † 13. Februar 1965 in Bremen) war ein deutscher Moorforscher und Bodenkundler. 

## Leben
Brüne, Sohn eines Landwirts, studierte an der Landwirtschaftlichen Hochschule zu Berlin, promovierte dort 1907 mit der Dissertation Studien über den Einfluß des Klimas auf Gedeihen von Moorwiesen und Moorweiden und arbeitete anschließend als Versuchsleiter beim Verein zur Förderung der Moorkultur im Deutschen Reiche. Später war er Leiter der landwirtschaftlichen Abteilung der Moor-Versuchsstation Bremen. Von 1929 bis 1948 hat er, als Nachfolger von Bruno Tacke, dieser Station als Direktor vorgestanden. 
Brüne beschäftigte sich überwiegend mit Fragen der landwirtschaftlichen Nutzung der Moorböden und veröffentlichte darüber mehrere Bücher. Fast unübersehbar ist die Anzahl seiner praxisbezogenen Beiträge in Fachzeitschriften.

## Ehrungen
- 1954: Verdienstkreuz (Steckkreuz) der Bundesrepublik Deutschland

## Schriften (Auswahl)
- Grundsätze der Regelung des Wasserhaushalts in landwirtschaftlich genutzten Böden und ihre technische Durchführung. Berlin 1929 = Die neuzeitliche Moorkultur in Einzeldarstellungen H. 2.
- Die Kultur der Hochmoore. Berlin 1931 = Die neuzeitliche Moorkultur in Einzeldarstellungen H. 5.
- Die Praxis der Moor- und Heidekultur. Leitfaden für Landwirte und Kulturtechniker. Berlin u. Hamburg 1948.
- Ödlandskultur. Kurze Anleitung zur Urbarmachung und Bewirtschaftung von Moor- und Heideböden. Hannover 1949 = Flugschriften der Deutschen Landwirtschafts-Gesellschaft Nr. 9.